# ハンチンチン
ハンチンチン（英: huntingtin、HTT）は、ヒトではHTT遺伝子によってコードされているタンパク質である。HTT遺伝子はIT15（interesting transcript 15）という別名でも知られる。HTT遺伝子の変異はハンチントン病の原因となり、疾患における役割や長期記憶の保存との関係の研究が行われている。
ハンチンチンの構造は多様であり、タンパク質中のグルタミン残基の数が異なる多くの多型が存在する。野生型（正常型）では多型部分には6個から35個のグルタミン残基が含まれているが、ハンチントン病患者では36個以上（最長報告例では約250個）のグルタミン残基が存在する。
ハンチンチンタンパク質の分子量はグルタミン残基の数に大きく依存するが、予測分子量は約350kである。正常なハンチンチンは、一般的には3144アミノ酸からなる。このタンパク質の正確な機能は未解明であるが、神経細胞において重要な役割を果たしていることが知られている。細胞内では、ハンチンチンはシグナル伝達、物質の輸送、タンパク質やその他の構造への結合、アポトーシスからの保護に関与している可能性がある。ハンチンチンタンパク質は出生前の正常な発生に必要である。

## 遺伝子
HTT遺伝子は4番染色体に位置する。HTT遺伝子には、グルタミンをコードするシトシン-アデニン-グアニン（CAG）からなる3塩基の繰り返し配列が存在する。この領域はトリヌクレオチドリピート（トリプレットリピート）と呼ばれる。このCAGリピートの数は10個から35個であることが多い。

## タンパク質

### 機能
ハンチンチンの機能はよく理解されていないが、軸索輸送に関与していることが知られている。ハンチンチンは発生に必要不可欠であり、マウスではハンチンチンの欠失は致死となる。ハンチンチンは他のタンパク質との配列相同性がみられず、ヒトや齧歯類では神経と精巣で高度に発現している。ハンチンチンはBDNFの発現を転写レベルでアップレギュレーションするが、ハンチンチンがどのように遺伝子発現を調節しているのかは不明である。免疫組織化学、電子顕微鏡、細胞分画研究により、ハンチンチンは主に小胞や微小管に結合して存在することが示されている。このことは、ハンチンチンがミトコンドリアの細胞骨格への固定や輸送に機能していることを示唆している。ハンチンチンはクラスリン結合タンパク質であるHIP1と相互作用し、エンドサイトーシスを媒介する。また、RAB11Aとの相互作用を介して上皮細胞極性の確立にも関与している。

### 相互作用
ハンチンチンは少なくとも19種類のタンパク質と直接相互作用することが示されており、そのうち6種類は転写、4種類は輸送、3種類はシグナル伝達に関与し、その他の6種類（HIP5、HIP11、HIP13、HIP15、HIP16、CGI-125）は機能未知である。また酵母ツーハイブリッドスクリーニングによって発見され、免疫沈降によって確認されたものとして、HAP1やHIPなど100種類以上の相互作用タンパク質が見つかっている。
| 相互作用タンパク質       | ポリグルタミンの長さへの依存性 | 機能                                                       |
| ------------------------ | ------------------------------ | ---------------------------------------------------------- |
| α-アダプチンC/HYPJ       | あり                           | エンドサイトーシス                                         |
| Akt/PKB                  | なし                           | キナーゼ                                                   |
| CBP                      | あり                           | アセチルトランスフェラーゼ活性を有する転写コアクチベーター |
| CA150                    | なし                           | 転写コアクチベーター                                       |
| CIP4                     | あり                           | CDC42依存性シグナル伝達                                    |
| CtBP                     | あり                           | 転写因子                                                   |
| FIP2                     | 不明                           | 細胞形態形成                                               |
| Grb2                     | 不明                           | 成長因子受容体結合タンパク質                               |
| HAP1                     | あり                           | メンブレントラフィック                                     |
| HAP40 (F8A1, F8A2, F8A3) | 不明                           | 未知                                                       |
| HIP1                     | あり                           | エンドサイトーシス、アポトーシス                           |
| HIP14/HYP-H              | あり                           | 輸送、エンドサイトーシス                                   |
| N-CoR                    | あり                           | 核内受容体のコリプレッサー                                 |
| NF-κB                    | 不明                           | 転写因子                                                   |
| p53                      | なし                           | 転写因子                                                   |
| PACSIN1                  | あり                           | エンドサイトーシス、アクチン細胞骨格                       |
| DLG4 (PSD-95)            | あり                           | シナプス後肥厚                                             |
| RASA1 (RasGAP)           | 不明                           | Rasに対するGTPアーゼ活性化タンパク質                       |
| SH3GL3                   | あり                           | エンドサイトーシス                                         |
| SIN3A                    | あり                           | 転写リプレッサー                                           |
| Sp1                      | あり                           | 転写因子                                                   |

ハンチンチンは次に挙げる因子とも相互作用することが示されている。
- HIP2（英語版）[26]
- MAP3K10（英語版）[27]
- OPTN（英語版）[28]
- PRPF40A（英語版）[29]
- SETD2（英語版）[29]
- TRIP10（英語版）[30]
- ZDHHC17（英語版）[29][31]

## ミトコンドリア機能不全
ハンチンチンはATM酸化DNA損傷応答複合体中の足場タンパク質である。ハンチンチンの変異はミトコンドリアの機能不全に重要な役割を果たしており、電子伝達系の阻害、高レベルの活性酸素種、酸化ストレスの増大を伴う。DNAへの酸化損傷の促進はハンチントン病の病理に寄与している可能性がある。

## 臨床的意義
| リピート数 | 分類                           | 疾患状態   |
| ---------- | ------------------------------ | ---------- |
| <28        | 正常型（Normal）               | 無症状     |
| 28–35      | 中間型（Intermediate）         | 無症状     |
| 36–40      | 低浸透型（Reduced penetrance） | 一部が発症 |
| >40        | 完全浸透型（Full penetrance）  | 発症       |

ハンチントン病はハンチンチン遺伝子の変異を原因とし、過剰な（36個以上の）CAGリピートの存在によって不安定なタンパク質が形成されることで引き起こされる。こうしたリピートの拡大の結果、N末端に異常に長いポリグルタミン配列が含まれたハンチンチンタンパク質が産生されるようになる。そのためハンチントン病は、トリプレット病もしくはポリグルタミン病と呼ばれる神経変性疾患群の一部を構成している。ハンチントン病において重要な意味を持つは、18番目のアミノ酸から始まるグルタミン配列の拡大である。発症していない人物ではこの配列には9個から35個のグルタミン残基が含まれ、この長さでは悪影響が生じることはない。36個から39個の場合、低い浸透率で疾患の発症がみられる。
長いグルタミン配列を持つタンパク質は、細胞内の酵素によって断片へと切断されることが多い。こうしたタンパク質断片は神経細胞内部で神経核内封入体（neuronal intranuclear inclusions、NII）と呼ばれる異常な塊を形成し、また正常なタンパク質をこうした封入体へ引き込んでいる可能性もある。ハンチントン病患者でみられるこうした特徴的な封入体の存在が、疾患の発症に寄与していると考えられてきた。しかしながらその後の研究では、観察可能なNIIの存在は神経細胞の寿命を伸ばし、近隣神経細胞内の変異型ハンチンチンを減少させることが示されており、こうした封入体が果たす役割には疑問が投げかけられている。また、上述の研究では小さすぎて沈着物として認識されなかったようなものも含め、さまざまな種類の凝集体が変異型タンパク質によって形成されることが現在では認識されていることも混乱をもたらす1つの要因となっている。神経細胞死の可能性の予測は現在でも困難であるが、(1) ハンチンチン遺伝子中のCAGリピートの長さ、(2) 細胞内を拡散する変異型ハンチンチンタンパク質への曝露など、複数の因子が重要となると考えられている。NIIは単なる発症機構であるわけではなく、拡散するハンチンチンの量を減少させることで神経細胞死を食い止める対処機構として有用となる場合もある。
36個から40個のCAGリピートを持つ場合にはハンチントン病の徴候や症状が生じる場合も生じない場合もある一方、40個より多くのリピートを持つ場合には正常な寿命のいずれかの時点で疾患を発症する。60個以上のリピートがある場合、若年性ハンチントン病と呼ばれる重症型の疾患を発症する。このように、グルタミンをコードするCAGリピートの数が疾患の発症年齢に影響を与える。36個よりも少ないリピートでハンチントン病と診断された例は報告されていない。

## 関連文献
- “Myopathy as a first symptom of Huntington's disease in a Marathon runner”. Movement Disorders 22 (11):  1637–40. (August 2007). doi:10.1002/mds.21550. PMID 17534945.
- “Huntingtin aggregation and toxicity in Huntington's disease”. Lancet 361 (9369):  1642–4. (May 2003). doi:10.1016/S0140-6736(03)13304-1. PMID 12747895.
- “Dysfunction of wild-type huntingtin in Huntington disease”. News in Physiological Sciences 18:  34–7. (Feb 2003). doi:10.1152/nips.01410.2002. PMID 12531930.
- “Huntington's disease: pathomechanism and therapeutic perspectives”. Journal of Neural Transmission 111 (10–11):  1485–94. (Oct 2004). doi:10.1007/s00702-004-0201-4. PMID 15480847.
- “Huntingtin and the molecular pathogenesis of Huntington's disease. Fourth in molecular medicine review series”. EMBO Reports 5 (10):  958–63. (Oct 2004). doi:10.1038/sj.embor.7400250. PMC 1299150. PMID 15459747.
- “The localization and interactions of huntingtin”. Philosophical Transactions of the Royal Society of London. Series B, Biological Sciences 354 (1386):  1021–7. (Jun 1999). doi:10.1098/rstb.1999.0454. PMC 1692601. PMID 10434301.
- “Huntingtin and its role in neuronal degeneration”. The Neuroscientist 10 (5):  467–75. (Oct 2004). doi:10.1177/1073858404266777. PMID 15359012.
- “The Huntington's disease candidate region exhibits many different haplotypes”. Nature Genetics 1 (2):  99–103. (May 1992). doi:10.1038/ng0592-99. PMID 1302016.
- “Huntingtin: alive and well and working in middle management”. Science's STKE 2003 (207):  pe48. (Nov 2003). doi:10.1126/stke.2003.207.pe48. PMID 14600292.
- “Huntington's disease genetics”. NeuroRx 1 (2):  255–62. (Apr 2004). doi:10.1602/neurorx.1.2.255. PMC 534940. PMID 15717026.
- “Huntington's disease: how does huntingtin, an anti-apoptotic protein, become toxic?”. Pathologie-Biologie 52 (6):  338–42. (Jul 2004). doi:10.1016/j.patbio.2003.06.004. PMID 15261377.
- “Huntingtin in health and disease”. The Journal of Clinical Investigation 111 (3):  299–302. (Feb 2003). doi:10.1172/JCI17742. PMC 151871. PMID 12569151.